# 岩永さやか
岩永 さやか（いわなが さやか、1985年（昭和60年）11月1日 - ）は、NBCラジオ佐賀の番組に出演しているラジオパーソナリティである。

## 来歴
佐賀県出身。
NBCラジオ佐賀のラジオカー「スキッピー」のリポーターを2008年3月まで3年間務めたのち、同局のパーソナリティとして活動。

## 出演
- おはコンラジオ よしっと行くゾーさわやかモード
- 満腹ワイド ラジDONぶり
  - 別腹ワイド サガDONぶり
- 情報コンビニ 午後ですよ - 金曜担当
  - 情報コンビニ 佐賀ですよ - 金曜担当
- 僕たち立派に実ってやるぞ